# Errance
Pour les articles homonymes, voir Errance (homonymie).
Pour plus de détails, voir Fiche technique et Distribution.
Errance est un film français écrit et réalisé par Damien Odoul en 2002 et sorti l'année suivante.

## Synopsis
En 1968, dans le Gévaudan, Jacques, ivre, roule comme un fou. Mais ce n'est pas pour rejoindre Lou, sa femme qui est en train d'accoucher. Au contraire, il voudrait oublier tout ça et passe la nuit avec une prostituée. Pendant ce temps, l'accouchement se déroule mal au Puy-en-Velay, où son épouse subit une césarienne désastreuse. Le retour à la maison ne se passe pas au mieux, Lou découvre l'infidélité de son époux, qui lui promet de repartir sur de nouvelles bases en l'emmenant au soleil, dans le sud de la France. Or la réussite professionnelle tarde à arriver, bien que Lou semble s'épanouir dans son rôle de mère, sa vie de femme laisse beaucoup à désirer ; Jacques a une propension à fuir les problèmes dans l'alcool. Ex-militaire durant les "événements d'Algérie", il reçoit un ancien camarade de cette époque, au grand dam de Lou, qui n'apprécie guère la mauvaise influence que celui-ci a sur son mari. De plus, Lou voit chaque jour, Jacques prendre de mauvaises décisions et sombrer plus profondément dans l'alcool. Finalement, ses infidélités répétées, la conduisent à rompre avec lui, elle le quitte et part avec leur enfant César, rejoindre sa famille. L'existence bourgeoise qu'elle mène là-bas, auprès des siens, quoique saine et équilibrée, ne lui apporte guère de satisfactions. C'est dans ces conditions que Jacques reprend contact avec elle ; il lui assure avoir beaucoup changé et semble prendre très au sérieux leur avenir. Pour preuve la cure de désintoxication, qu'il a entrepris pour elle et leur enfant. Il prétend avoir repris sa vie en main et Lou complaisante, malgré l'avis défavorable de ses parents, se laisse à nouveau convaincre de partir avec lui, dans une nouvelle grande ville, où les chantiers ne manquent pas, pour les promoteurs immobiliers. Or ce qui attend Lou, c'est encore des chantiers interminables, des constructions inachevées et les magouilles inavouables de Jacques, qui reste fidèle à sa nature d'homme peu scrupuleux et bonimenteur.
Durant l'année 1973, Jacques est contacté par la pègre locale pour transporter un sac plein de billets. Il doit cette mission à son ancien camarade de régiment, qui s'est porté garant pour lui. Jacques hésite à accepter ce travail, puis à rendre l'argent ; il en dépense même une partie durant la nuit. C'est totalement imbibé d'alcool qu'il rentre enfin chez lui, où une violente altercation s'ensuit entre lui et Lou. Même leur fils César est pris à partie par Jacques. Lou excédée et désespérée par le comportement de Jacques, le jette hors de leur appartement, situé dans un immeuble désaffecté en cours de construction. C'est seulement le lendemain en se réveillant, que Jacques réalise qu'il a raté l'heure du rendez-vous avec le milieu. Il prend également conscience, qu'il doit restituer l'argent, d'autant que son ex-camarade est toujours aux mains des mafieux et par ce fait, en très mauvaise posture. Ce qui n'empêche pas Jacques, d'amputer encore un peu plus une partie du butin, qu'il détourne à son profit ; hautement confiant dans son pouvoir de persuasion, il pense qu'il pourra s'en sortir encore, sans dommages notables. Or cette fois-ci, il a affaire à de vrais truands, qui prennent très au sérieux la parole donnée ; Jacques est alors abattu froidement dans le Hall de son immeuble, avant même d'avoir eu le temps de parlementer avec ses commanditaires. Le bruit de la détonation atteint Lou, qui déjà très inquiète de l'absence prolongée de Jacques, s'élance vivement hors de l'appartement. L'histoire s'arrête là, brutale ; avec la mort de Jacques et une dernière image de Lou courant à travers les couloirs de l'immeuble pour le rejoindre, laissant seul, derrière elle, le jeune César, dans un appartement à moitié aménagé ; comme hyperbole à leurs trois vies : l'une passionnelle mais interrompue trop tôt ; l'autre désabusée mais non encore achevée et enfin la troisième, frêle embarcation à peine esquissée.
A travers ces cinq années énigmatiques, qui contiennent la genèse d'un fait divers annoncé, l'enfant César sert de fil conducteur à ce drame matrimonial passionnel. Certains événements plus faciles à suivre que d'autres, sont très nets dans la narration. Ils semblent correspondre à des souvenirs concrets d'adultes ; transmis à l'enfant quand celui-ci fut enfin en âge de comprendre. D'autres par contre, sont très flous, incertains, presque lacunaires et semblent émerger directement des réminiscences de l'enfance. La caméra d'ailleurs, s'accroche à l'image de l'enfant, confirmant ainsi ce prisme de narration. Le caractère décousu du récit, rend parfaitement bien certaines zones d'ombres, auxquelles l'enfant n'a pas été confronté directement. Parmi ces actions de la vie privée de Jacques, l’œil de la caméra passe généralement trop vite ; a contrario, lors de la présence de l'enfant, le temps s'étire pour s'écouler presque en temps réel. Ces moments charnières reconstitués, n'en demeurent pas moins des instants clés dans la vie de Jacques et sont utiles à la compréhension de l'intrigue ; ils restent cependant trop souvent des ajouts spéculatifs incomplets, comme replacés hors contexte après action, en comblement d'un vide, dans le puzzle sombre et déroutant qu'était la vie de ce jeune père de famille : Jacques.

## Fiche technique
- Titre : Errance
- Réalisateur : Damien Odoul
- Scénario : Antoine Lancomblez, Damien Odoul
- Acteurs principaux : Laetitia Casta, Benoît Magimel, Mattéo Tardito
- Sociétés de production : Arte France Cinéma, Damien Odoul Films, Exception Wild Bunch, Morgane Production, Studiocanal
- Pays d'origine :  France
- Genre : Drame
- Durée : 95 minutes
- Date de sortie : 2003

## Distribution
- Laetitia Casta : Lou
- Benoît Magimel : Jacques
- Charley Fouquet : Sylvie
- Matteo Tardito : César
- Yann Goven : Johnny
- Philippe Frécon : Alain
- Laurence Haziza : Simone
- Valérie Dashwood
- Sagamore Stévenin
- Bouzid Allam
- Thierry Benoiton : le tatoué
- Pierre-Louis Bonnetblanc : le serveur
- Jacques Bresse : le maquignon
- Dominique Chevalier
- Josée Darmon

## Autour du film
Le film a été distribué par Mars et vendu à l'étranger par Wild Bunch.